# Узун Мирко Апостолович
Мирко Апостолович, известный как Узун-Мирко (1782—1868) — сербский воевода (военачальник) в звании бинбаши во время Сербской революции. Он принимал участие в Первом и Втором сербском восстаниях против владычества Османской империи. Он был известен своими многочисленными смертельными ранами, незамеченным проникновением в Османский форт в Белграде, среди других операций, которые принесли ему много наград. Он является основателем семьи Узун-Мирковичей.

## Биография
Мирко родился в 1782 году в деревне Брайковац (тогда Смрдликовац), недалеко от Лазареваца. Его семья была из клана Пипери и поселилась сначала в Руднике, затем они переехали в Белград, а во время Австро-турецкой войны жили в Среме. Его отец Петр Апостолович и дед Апостол погибли в Австро-турецкой войне в 1792 году. Они сражались в Кочине крайине, в австрийских фрайкорпусах против турок-османов. По возвращении из Срема Мирко и его мать жили в Мисладине, затем он переехал в Белград, где выучился на портного. Свое прозвище «Узун» он получил из-за своего роста, что по-турецки означает «Высокий».
Узун-Мирко достиг известности, когда участвовал в битве за Белград, проходившей с 29 ноября по 12 декабря 1806 года, когда он вместе со своим отрядом и Кондой Бимбашей, бывшим командиром наемников, служившим туркам-османам в Белграде, незамеченным вошел в город и изнутри открыл ворота Савы для сербской армии. Во время боев он был тяжело ранен. Он был ранен: в голову в Карановаце (1805, современное Кралево), в левый бок в Парачине (1805), в плечо в Смедерево (1805), в правую руку ножом в Саве (1806), в бедро в Ужице (1805 или 1807), в грудь в Малайнице (1807), под бедро саблей в Дрине (1810). После Первого сербского восстания он реабилитировался в Вене. Он также участвовал во Втором сербском восстании, в битвах при Липаре, Чачаке и Дубле. Когда в 1842 году он обратился за пенсией к сербскому правительству, они попросили у него документы, на что он ответил: «Мои документы — это мои 7 ран!».
Узун-Мирко, как и другие старейшины, был связан с православной церковью и подчинялся церковным законам. У него было место в доме на верхнем этаже, где он каждое утро и вечер молился перед иконами. По свидетельству современников, он молился громко, «чтобы было слышно снаружи».
21 мая 1865 года, к 50-летию Второго сербского восстания, князь Сербии Михаил III Обренович лично вручил таковский крест Узун-Мирко, а также наградил его черногорским золотым медальоном Обилича (как героя). Он умер в 1868 году и был похоронен в Белграде, его могила находится в Ново-Гробле в Белграде.
Узун-Мирко-основатель семьи Узун-Мирковичей. Его сыном был полковник пехоты Любомир Узун-Миркович (1832—1905), у него, в свою очередь, был сын, дивизионный генерал Драголюб Узун-Миркович (1875—1941), у которого, в свою очередь, был сын, артиллерийский капитан Мирослав Узун-Миркович в 1941 году. Его двоюродным братом по материнской линии был дивизионный генерал Драгутин Оканович, который в 1906 году в качестве члена «Черной Руки» основал «Нови покрет».